# Copa de Nacions de la WAFU
La Copa de les Nacions de la WAFU —en anglès WAFU Nations Cup, en francès Coupe des nations de l'UFOA— és una competició futbolística per a seleccions organitzada per la Unió de Futbol de l'Àfrica Occidental (WAFU).
El trofeu fou donat pel President Gnassingbé Eyadéma de Togo el 1974 amb la idea de crear una competició regional similar a la Copa d'Àfrica de Nacions. Aquesta competició es disputà a Abidjan i fou guanyada per la Costa d'Ivori.
Diverses competicions s'han disputat a la regió que poden ser considerades predecessores o s'han disputat de forma paral·lela. Heus ací:
- Copa d'Or del Dr Kwame Nkrumah (1959-1967)
- Torneig de la Zona 2 (1970-1977, Conseil Supérieur du Sport en Afrique)
- Taça Amilcar Cabral (1979-2005, zona 2)
- Copa de les Nacions de la CSSA (1982-1987, zona3 del Conseil Supérieur du Sport en Afrique)
- Copa CEDEAO (ECOWAS) (1983-1991, Communauté Economique Des Etats de l'Afrique de l'Ouest)
- Copa de les Nacions de la WAFU (UFOA) (2001-avui)[2]
- Torneig de l'UEMOA (2007-2016, Union Économique et Monétaire Ouest-Africaine)

## Historial
Font:
| Any  | Seu           | Final                                           | Final                                           | Final                                           | Tercer lloc   | Tercer lloc   | Tercer lloc    |
| Any  | Seu           | Campió                                          | Resultat                                        | Finalista                                       | Tercer        | Resultat      | Quart          |
| ---- | ------------- | ----------------------------------------------- | ----------------------------------------------- | ----------------------------------------------- | ------------- | ------------- | -------------- |
| 2002 | Costa d'Ivori | Abandonat per la Primera Guerra Civil Ivoriana. | Abandonat per la Primera Guerra Civil Ivoriana. | Abandonat per la Primera Guerra Civil Ivoriana. |               |               |                |
| 2010 | Nigèria       | · Nigèria                                       | 2-0                                             | · Senegal                                       | · Ghana       | 1-0           | · Burkina Faso |
| 2011 | Nigèria       | · Togo                                          | 3-2                                             | · Nigèria                                       | · Libèria     | 3-1           | · Ghana        |
| 2013 | Ghana         | · Ghana                                         | 3-1                                             | · Senegal                                       | · Togo        | 2-1           | · Benín        |
| 2017 | Ghana         | · Ghana                                         | 4-1                                             | · Nigèria                                       | · Níger       | 2-1           | · Benín        |
| 2019 | Senegal       | · Senegal                                       | 1-1 (3-1 P)                                     | · Ghana                                         | No es disputà | No es disputà | No es disputà  |
| 2021 | Nigèria       |                                                 |                                                 |                                                 |               |               |                |